# Nicolas Feuillatte
Nicolas Feuillatte, né le 29 janvier 1926 à Paris (Seine) et mort dans la même ville le 10 août 2014, est un homme d'affaires français. Il est à l'origine de la coopérative Champagne Nicolas Feuillatte à Chouilly. 
Il a longuement vécu aux États-Unis, où il côtoyait des célébrités. Il arrive dans le monde du champagne en 1972 et créé sa propre marque. Il revend sa marque en 1986 puis se retire des affaires.